# AfterEllen.com
AfterEllen.com is een vooraanstaande Engelstalige website over de beeldvorming van lesbische en biseksuele vrouwen in de media. De aandacht gaat zowel uit naar bekende lesbiennes en biseksuele vrouwen die werkzaam zijn in de film- en televisiewereld, literatuur en muziek als naar de wijze waarop deze groep vrouwen gerepresenteerd wordt in de populaire cultuur.
De website werd in april 2002 opgericht door Sarah Warn, die nog steeds actief is als hoofdredacteur. In januari 2005 richtte zij tevens de 'mannelijke variant' van de site, AfterElton.com, op die zich speciaal richt op homoseksuele mannen in de media. In juni 2006 verkocht zij beide sites aan de Amerikaanse kabeltelevisiezender Logo (onderdeel van MTV Networks), die zich in zijn programmering specifiek richt op de lgbt-gemeenschap.
De website ontleent haar naam aan Ellen DeGeneres en de veranderingen in de zichtbaarheid van lesbische vrouwen in de amusementsindustrie nadat zij in april 1997 uit de kast kwam. Daarnaast heeft de site niets met de comédienne te maken.
De site brengt vooral nieuws, interviews en besprekingen van films, televisieprogramma's en boeken. De site verzorgt daarnaast een blog waarin onderwerpen aan de orde komen die niet allemaal strikt met lesbische vrouwen in showbusiness te maken hebben, maar wel interessant worden geacht voor de doelgroep. Bovendien zijn er sinds juni 2007 verschillende vlogs over media en amusement te zien. De website is sterk Amerikaans- en Hollywood-georiënteerd, maar besteedt ook aandacht aan andere Engelstalige media.
AfterEllen bereikte in 2008 maandelijks wereldwijd meer dan 700.000 unieke lezers en werd eerder dat jaar door de Britse krant The Observer genoemd als een van de vijftig meest invloedrijke blogs.